# 月面形陨石坑国家保护区
月面形陨石坑国家保护区（英文：national preserve）是美国的一处国家纪念區和国家保护区。位于美国爱达荷州中部的斯内克河平原，处在阿科和凯里两个小城市之间，平均海拔高度5,900英尺（1,800）。保护区的主要特色是火山岩以及美国大陆保护最完整的泛布玄武岩。